# Bondokoro-Dogossé
Ne doit pas être confondu avec Bondokoro-Dioula.
Bondokoro-Dogossé est une commune rurale située dans le département de Mangodara de la province de Comoé dans la région des Cascades au Burkina Faso.